# 马振翼
马振翼(英文名:Steven Ma,1978年6月16日-），为美籍华人，活跃于旧金山湾区的教育家，现任加州亚太裔事务委员会秘书长（Commissioner of
California Commission on Asian and Pacific Islander American Affairs （页面存档备份，存于））。
- 马振翼获任加州教育部首位国际教育主任 （页面存档备份，存于）